# Novodinia clarki
Novodinia clarki är en sjöstjärneart som först beskrevs av Jean Baptiste François René Koehler 1909.  Novodinia clarki ingår i släktet Novodinia och familjen Brisingidae. Inga underarter finns listade i Catalogue of Life.